# جورج ويلسون روبرتسون
جورج ويلسون روبرتسون هو سياسي كندي، ولد في 1889، وتوفي في 1963. انتخب عضو المجلس التشريعي من ساسكاتشوان.